# Copa Bledisloe
La Copa Bledisloe (en anglès Bledisloe Cup) és una competició de rugbi que disputen els Wallabies australians i els All Blacks neozelandesos. Deu el seu nom a Lord Bledisloe, el governador general de Nova Zelanda, el qual va donar el trofeu el 1931.

## Cronologia
Entre 1931 i 1981 la competició es disputà de forma irregular durant els viatges que les dues seleccions feien als dos països. En aquest període Nova Zelanda guanyà 19 cops per 4 dels australians.
Entre 1982 i 1995 la copa es disputà anualment, de vegades en sèries de tres partits, de vegades a partit únic. El resultat també fou favorable a Nova Zelanda per 11 triomfs a 3.
Des de 1996, la copa es disputa com a part del Torneig de les Tres Nacions. Fins a 1998, a més dels dos partits que enfrontaven les dues seleccions dins del torneig, es disputava un partit addicional. Fins al 2005, el tercer partit no es disputà i en cas d'empat la copa restava en poder de l'antic campió.
A partir del 2006, amb l'afegit d'un tercer partit al torneig de les tres nacions, la Copa Bledisloe, tornà a ser al millor de tres.

## Historial
| Any  | Vencedor     | Victòries d'Austràlia | Empats | Victòries de Nova Zelanda |
| ---- | ------------ | --------------------- | ------ | ------------------------- |
| 1932 | Nova Zelanda | 1                     | 0      | 2                         |
| 1934 | Austràlia    | 1                     | 1      | 0                         |
| 1936 | Nova Zelanda | 0                     | 0      | 2                         |
| 1938 | Nova Zelanda | 0                     | 0      | 3                         |
| 1946 | Nova Zelanda | 0                     | 0      | 2                         |
| 1947 | Nova Zelanda | 0                     | 0      | 2                         |
| 1949 | Austràlia    | 2                     | 0      | 0                         |
| 1951 | Nova Zelanda | 0                     | 0      | 3                         |
| 1952 | Nova Zelanda | 1                     | 0      | 1                         |
| 1955 | Nova Zelanda | 1                     | 0      | 2                         |
| 1957 | Nova Zelanda | 0                     | 0      | 2                         |
| 1958 | Nova Zelanda | 1                     | 0      | 2                         |
| 1962 | Nova Zelanda | 0                     | 1      | 4                         |
| 1964 | Nova Zelanda | 1                     | 0      | 2                         |
| 1967 | Nova Zelanda | 0                     | 0      | 1                         |
| 1968 | Nova Zelanda | 0                     | 0      | 2                         |
| 1972 | Nova Zelanda | 0                     | 0      | 3                         |
| 1974 | Nova Zelanda | 0                     | 1      | 2                         |
| 1978 | Nova Zelanda | 1                     | 0      | 2                         |
| 1979 | Austràlia    | 1                     | 0      | 0                         |
| 1980 | Austràlia    | 2                     | 0      | 1                         |
| 1982 | Nova Zelanda | 1                     | 0      | 2                         |
| 1984 | Nova Zelanda | 1                     | 0      | 2                         |
| 1985 | Nova Zelanda | 0                     | 0      | 1                         |
| 1986 | Austràlia    | 2                     | 0      | 1                         |
| 1987 | Nova Zelanda | 0                     | 0      | 1                         |
| 1988 | Nova Zelanda | 0                     | 1      | 2                         |
| 1989 | Nova Zelanda | 0                     | 0      | 1                         |
| 1990 | Nova Zelanda | 1                     | 0      | 2                         |
| 1991 | Nova Zelanda | 1                     | 0      | 1                         |
| 1992 | Austràlia    | 2                     | 0      | 1                         |
| 1993 | Nova Zelanda | 0                     | 0      | 1                         |
| 1994 | Austràlia    | 1                     | 0      | 0                         |
| 1995 | Nova Zelanda | 0                     | 0      | 2                         |
| 1996 | Nova Zelanda | 0                     | 0      | 2                         |
| 1997 | Nova Zelanda | 0                     | 0      | 2                         |
| 1998 | Austràlia    | 3                     | 0      | 0                         |
| 1999 | Austràlia    | 1                     | 0      | 1                         |
| 2000 | Austràlia    | 1                     | 0      | 1                         |
| 2001 | Austràlia    | 2                     | 0      | 0                         |
| 2002 | Austràlia    | 1                     | 0      | 1                         |
| 2003 | Nova Zelanda | 0                     | 0      | 2                         |
| 2004 | Nova Zelanda | 1                     | 0      | 1                         |
| 2005 | Nova Zelanda | 0                     | 0      | 2                         |
| 2006 | Nova Zelanda | 0                     | 0      | 3                         |
| 2007 | Nova Zelanda | 1                     | 0      | 1                         |
| 2008 | Nova Zelanda | 1                     | 0      | 3                         |